# Проспект Шолохова

Памятная доска Шолохову на одном из домов проспекта

Проспе́кт Шо́лохова — одна из главных городских магистралей Ростова-на-Дону, проходящая по Пролетарскому и Первомайскому районам города. Вторая по протяжённости улица Ростова-на-Дону.

## География
Начинается от площади Энергетиков (на пересечении с Театральным проспектом) и заканчивается въездом на автодорогу Ростов-на-Дону — Аксай, являющуюся ответвлением федеральной трассы М-4 «Дон». Протяжённость проспекта Шолохова составляет 7,8 км.

## Название
3 апреля 1984 года во исполнение постановления ЦК КПСС и Совета министров СССР в Ростове-на-Дону было увековечено имя великого советского писателя Михаила Александровича Шолохова, и Октябрьская улица (она проходила до парка Авиаторов) вместе с Новочеркасским шоссе были переименованы в проспект Шолохова.

## Объекты на проспекте
- Бывший Ростовский аэропорт;

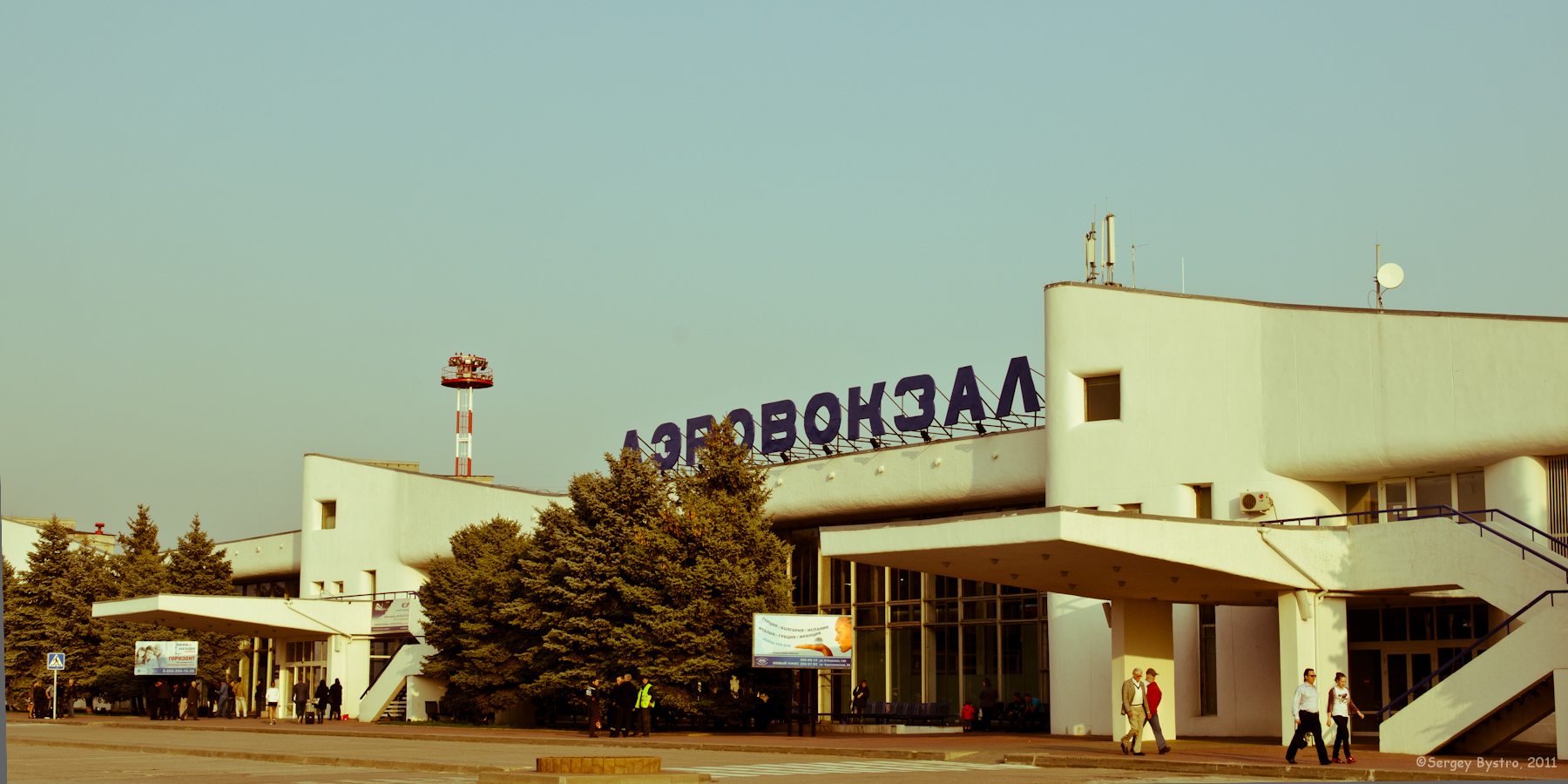
Здание бывшего Ростовского аэровокзала

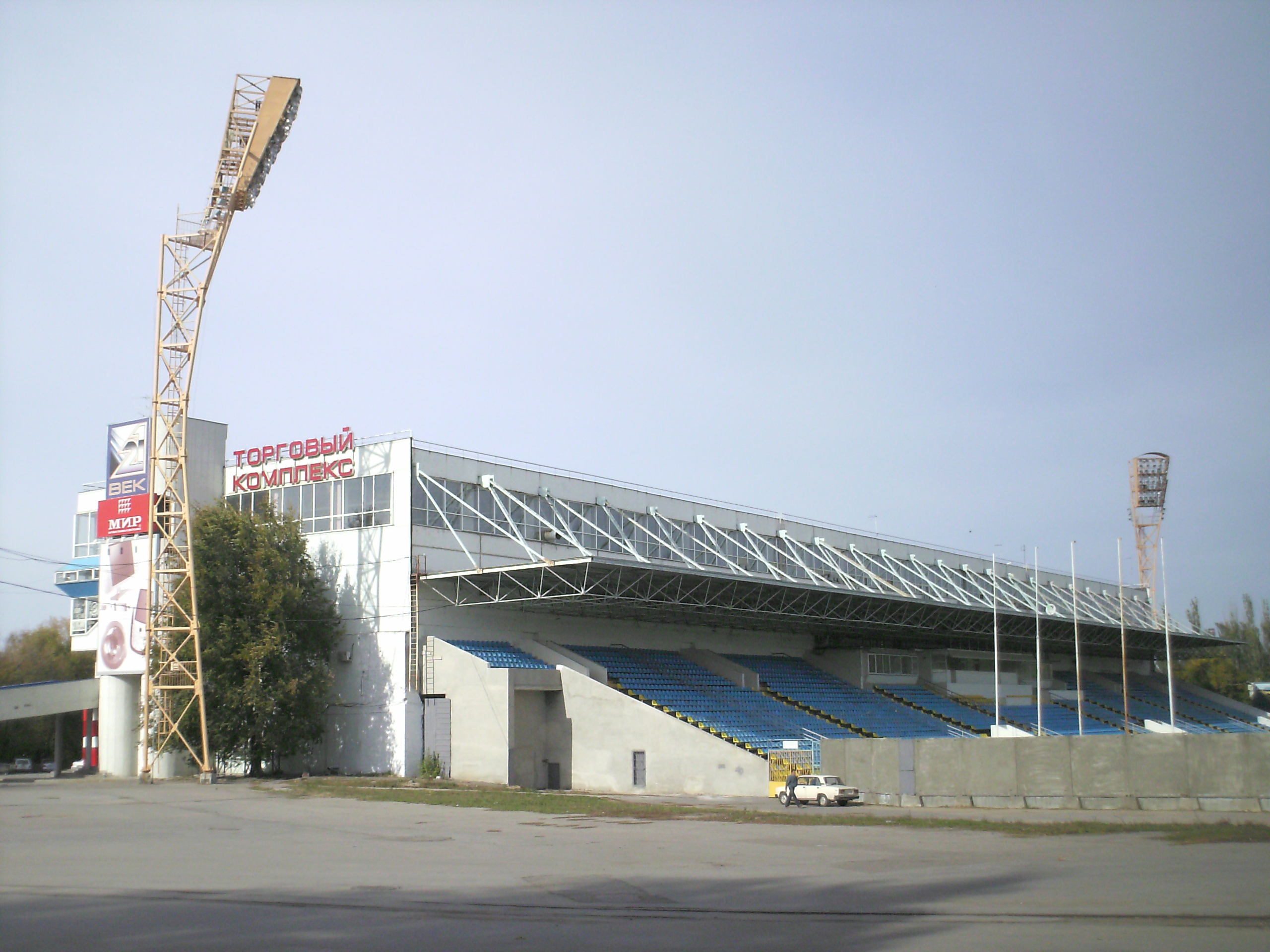
Вид на стадион Олимп-2 с проспекта Шолохова, 2007 год

- Автовокзал (Старый или Пригородный автовокзал);
- Центральный областной автовокзал[3];
- Вдоль проспекта расположен один из самых больших по территории парков города — имени Николая Островского и стадион «Олимп-2», а также парк Авиаторов с памятником защитникам ростовского неба в 1942—1943 годах (сооружён рядом с проспектом);
- В доме № 158 находится городская библиотека имени Есенина, основанная в 1949 году[4];
- На проспекте находятся АЗС «Лукойл», «Роснефть», «Башнефть»;
- На пересечении проспекта Шолохова с проспектами Сельмаш, Мира и Кривошлыковским переулком образована Октябрьская площадь, на которой организовано кольцевое движение;
- Подземные переходы: в районе бывшего аэропорта, На Октябрьской площади с выходами от Парка имени Н. Островского до Автовокзала, строящийся подземный переход на пересечении проспекта с Кривошлыковским переулком.